# Nederlands landskampioenschap 1915-1916
Al campionato parteciparono ventisei squadre e il Willem II vinse il titolo.

## Est
|   | Club               | G  | V | N | P  | GF | GS | Punti | DR  |                                   |
| - | ------------------ | -- | - | - | -- | -- | -- | ----- | --- | --------------------------------- |
| 1 | Go Ahead           | 14 | 9 | 3 | 2  | 32 | 17 | 21    | +15 | Qualificata per il gruppo finale. |
| 2 | Quick Nijmegen     | 14 | 9 | 2 | 3  | 20 | 9  | 20    | +11 |                                   |
| 3 | Koninklijke UD     | 14 | 6 | 3 | 5  | 27 | 23 | 15    | +4  |                                   |
| 4 | HVV Tubantia       | 14 | 6 | 2 | 6  | 28 | 31 | 14    | -3  |                                   |
| 5 | Robur et Velocitas | 14 | 6 | 1 | 7  | 37 | 36 | 13    | +1  |                                   |
| 6 | Vitesse            | 14 | 5 | 1 | 8  | 31 | 35 | 11    | -4  |                                   |
| 7 | Be Quick Zutphen   | 14 | 4 | 2 | 8  | 29 | 37 | 10    | -8  |                                   |
| 8 | GVC Wageningen     | 14 | 4 | 0 | 10 | 17 | 33 | 8     | -16 |                                   |

G = Partite giocate; V = Vittorie; N = Nulle/Pareggi; P = Perse; GF = Goal fatti; GS = Goal subiti; DR = Differenza reti, PT = Punti

## Sud
|   | Club            | G  | V  | N | P  | GF | GS | Punti | DR  |                                          |
| - | --------------- | -- | -- | - | -- | -- | -- | ----- | --- | ---------------------------------------- |
| 1 | Willem II       | 14 | 12 | 2 | 0  | 65 | 15 | 26    | +50 | Qualificata per il gruppo finale.        |
| 2 | NAC             | 14 | 7  | 3 | 4  | 35 | 20 | 17    | +15 |                                          |
| 3 | CVV Velocitas   | 14 | 7  | 2 | 5  | 36 | 29 | 16    | +7  |                                          |
| 4 | MSV Maastricht  | 14 | 6  | 4 | 4  | 26 | 29 | 16    | -3  |                                          |
| 5 | MVV Maastricht  | 14 | 7  | 1 | 6  | 22 | 21 | 15    | +1  |                                          |
| 6 | RKVV Wilhelmina | 14 | 3  | 4 | 7  | 20 | 33 | 10    | -13 |                                          |
| 7 | RVV Roermond    | 14 | 2  | 5 | 7  | 22 | 44 | 9     | -22 | Non partecipante la stagione successiva. |
| 8 | VVV-Venlo       | 14 | 1  | 1 | 12 | 12 | 47 | 3     | -35 |                                          |

G = Partite giocate; V = Vittorie; N = Nulle/Pareggi; P = Perse; GF = Goal fatti; GS = Goal subiti; DR = Differenza reti, PT = Punti

## Ovest
|    | Club             | G  | V  | N | P  | GF | GS | Punti | DR  |                                   |
| -- | ---------------- | -- | -- | - | -- | -- | -- | ----- | --- | --------------------------------- |
| 1  | Sparta Rotterdam | 18 | 11 | 3 | 4  | 55 | 28 | 25    | +27 | Qualificata per il gruppo finale. |
| 2  | DFC              | 18 | 11 | 2 | 5  | 45 | 34 | 24    | +11 |                                   |
| 3  | HBS Craeyenhout  | 18 | 8  | 4 | 6  | 37 | 37 | 20    | 0   |                                   |
| 4  | HC & CV Quick    | 18 | 8  | 3 | 7  | 37 | 28 | 19    | +9  |                                   |
| 5  | VOC              | 18 | 7  | 5 | 6  | 26 | 30 | 19    | -4  |                                   |
| 6  | Koninklijke HFC  | 18 | 6  | 5 | 7  | 35 | 38 | 17    | -3  |                                   |
| 7  | UVV Utrecht      | 18 | 6  | 4 | 8  | 35 | 43 | 16    | -8  |                                   |
| 8  | USV Hercules     | 18 | 6  | 3 | 9  | 25 | 38 | 15    | -13 |                                   |
| 9  | HVV Den Haag     | 18 | 6  | 2 | 10 | 32 | 41 | 14    | -9  |                                   |
| 10 | HFC Haarlem      | 18 | 3  | 5 | 10 | 27 | 37 | 11    | -10 |                                   |

G = Partite giocate; V = Vittorie; N = Nulle/Pareggi; P = Perse; GF = Goal fatti; GS = Goal subiti; DR = Differenza reti, PT = Punti

## Gruppo finale per il titolo
|   | Club             | G | V | N | P | GF | GS | Punti | DR |
| - | ---------------- | - | - | - | - | -- | -- | ----- | -- |
| 1 | Willem II        | 4 | 2 | 1 | 1 | 6  | 6  | 5     | 0  |
| 2 | Go Ahead         | 4 | 1 | 2 | 1 | 6  | 4  | 4     | +2 |
| 3 | Sparta Rotterdam | 4 | 1 | 1 | 2 | 7  | 9  | 3     | -2 |

G = Partite giocate; V = Vittorie; N = Nulle/Pareggi; P = Perse; GF = Goal fatti; GS = Goal subiti; DR = Differenza reti, PT = Punti